# Mel 111
Mel 111 は、かみのけ座の散開星団である。英語圏では Coma Berenices Cluster あるいは Coma Star Cluster（かみのけ座星団）と呼ばれている。
星の数は30個で、かみのけ座7、8、12、13、14、16、17、18、21、22番星はこの星団のメンバーである。γ星、20、23番星はこの星団とは関係がない。
派手さはないが星の粒が揃っていることから双眼鏡や小型カメラでも良い対象となる。